# Rezerwat przyrody Brwilno
Rezerwat przyrody Brwilno – leśny rezerwat przyrody położony w gminach Brudzeń Duży i Stara Biała, w powiecie płockim, na terenie nadleśnictwa Płock. Leży w granicach Brudzeńskiego Parku Krajobrazowego.
Został utworzony w 1977 roku na powierzchni 10,55 ha. Obecnie zajmuje powierzchnię 65,68 ha.
Celem ochrony jest zachowanie ze względów naukowych, przyrodniczych, kulturowych i krajobrazowych skarpy pradoliny rzeki Wisły wraz z ujściowym fragmentem rzeki Skrwy Prawej i występującymi na tym terenie zbiorowiskami dąbrów.